# Ulica Śląska w Częstochowie
Ulica Śląska – jedna z ważniejszych ulic w śródmieściu Częstochowy, rozciąga się pomiędzy placem Biegańskiego a aleją Bohaterów Monte Cassino. Jest w całości jednokierunkowa, ruch odbywa się w kierunku na północ, a w przeciwną stronę ulicą Nowowiejskiego.
Wzdłuż ulicy zbudowane są bloki mieszkalne i kamienice. Znajdują się tu m.in. 
kościół luterański, cerkiew prawosławna, modernistyczne budynki poczty nr 17 (skrzyżowanie z Kopernika) i sądu pracy (dawny bank; skrzyżowanie z Waszyngtona), socrealistyczny gmach główny Urzędu Miasta z wejściem od ul. Waszyngtona oraz Skwer Solidarności, z placem zabaw, fontanną i alejkami spacerowymi.
Ulica przebiega obok Placu Pamięci Narodowej, gdzie znajduje się pomnik obrońców ojczyzny i Pałac Ślubów (siedziba Urzędu Stanu Cywilnego, Wydziału Kultury Urzędu Miasta oraz Biura Konsultacji Społecznych). Ulica krzyżuje się tam z ulicą Sobieskiego.
W 2014 roku oddano do użytku łącznik prowadzący do alei Bohaterów Monte Cassino. Od marca 2019 roku ten fragment drogi jest oficjalnie częścią ulicy Śląskiej.

## Galeria

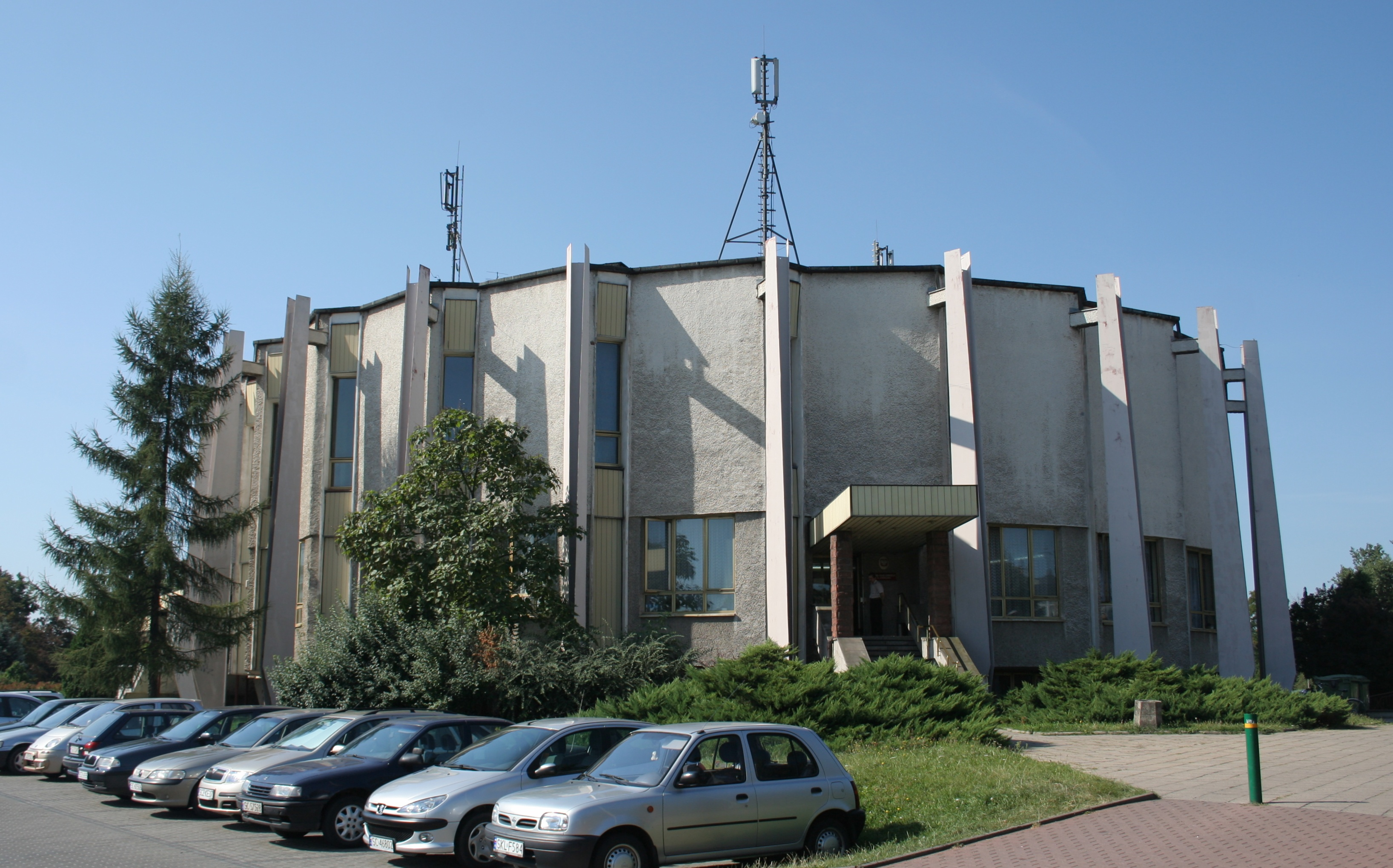
Pałac Ślubów
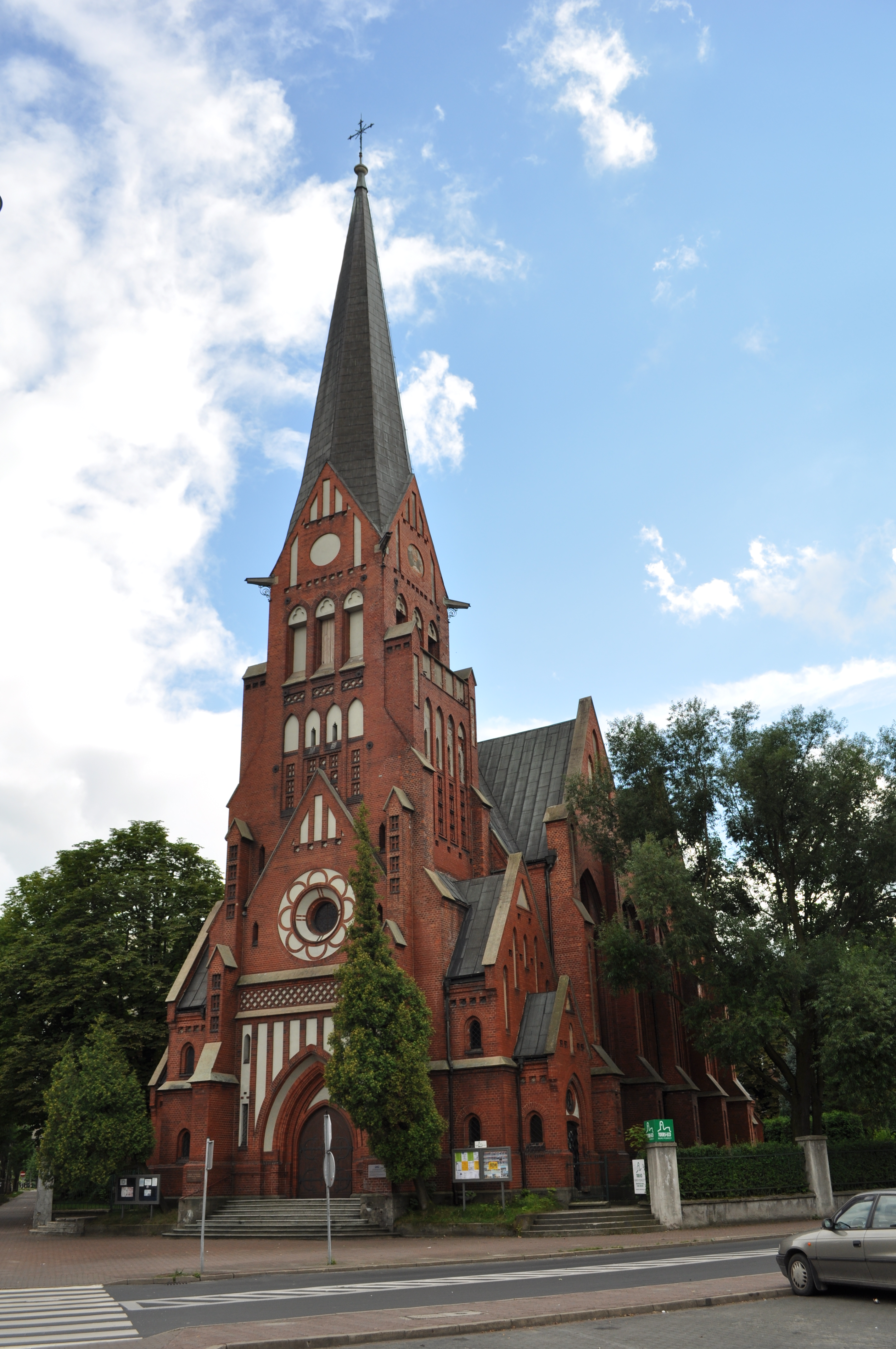
kościół Ewangelicko-Augsburski Wniebowstąpienia Pańskiego